# Mythologie van A tot Z

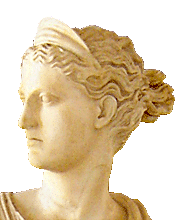
Mythologie

## A
Adonai -
Aeacus -
Aedh -
Ammit -
Amon -
Amor -
Anahita -
Annwfyn -
Anubis -
Apis -
Apepi -
Apollo (Griekse mythologie) -
Apollo (Romeinse mythologie) -
Aphrodite -
Arachne -
Arawn -
Ares -
Argus-
Artemis -
Athene -
Athos -
Atlantis -
Atlas -
Aton - Axis mundi

## B
Baäl -
Bacchus - Baltische mythologie -
Bes -
Bragi -
Bran (Ierse mythologie) -
Bran (Welshe mythologie) -
Branwen -
Bellerophon

## C
Cultuurheld - Cupido -
Cronus -
Cyclopen -
Cassandra -
Cú Chulainn

## D
Daedalus -
Dagda -
Danielle -
Danu -
Demeter -
Diana -
Dionysus -
Domnu -
Donar - Dwerg

## E
Egyptische mythologie -
Egyptische mythologie van A tot Z -
Eochaidh Ollathair -
Eos -
Eris -
Eros -
Etruskische mythologie

## F
Fauna -
Flora -
Fosite -
Freya

## G
Gaea -
Geb -
Genius -
Germaanse mythologie -
Giganten -
Griekse god (+lijst) -
Griekse mythologie -
Griekse mythologie van A tot Z -
Griffioen

## H
Hades -
Hapy (zoon van Horus) -
Hapy (Nijlgod) -
Hathor -
Helios -
Hephaestus -
Hera -
Herakles/Hercules -
Hermes - Hettitische mythologie - Hieros gamos -
Horus -
Hygieia -
Hyperion

## I
Iapetus -
Iðunn (Iduna) -
Inuit-mythologie -
Isis

## J
Juno -
Jupiter

## K
Khnum - Kosmogonie -
Krishna -
Kronos

## L
Laren -
Liber - Lijst van fabeldieren -
Lijst van goden en godinnen -
Lijst van Griekse goden -
Loki

## M
Manawyddan -
Mars -
Medb -
Medusa -
Mercurius -
Minerva -
Mithras -
Moiren -
Morpheus -
Morrigan -
Mythologie

## N
Namen in Griekse en Romeinse mythologie -
Nehalennia -
Nekhbet -
Nemeïsche leeuw -
Neptunus -
Nereus -
Nessus -
Nestor -
Nimf -
Noordse mythologie -
Noorse mythologie van A tot Z -
Nyai Loro Kidul

## O
Oceanus -
Odin - Onderwereld (mythologie) -
Osiris

## P
Pallas Athene -
Pan -
Panakeia - Perkwunos -
Persephone -
Phaedra -
Plato -
Pluto -
Pontos -
Poseidon -
Priapus -
Ptah-
Pwyll

## Q
Queeste (zoektocht) - Quetzalcoatl

## R
Ra -
Rama -
Ramayana -
Rhea -
Rhiannon -
Ruadh Rofessa -
Roma -
Romeinse mythologie

## S
Saturnus - Scheppingsverhaal -
Sedna -
Seth -
Sídhe -
Sita -
Slang -
Srimad bhagavatam

## T
Taweret -
Tethys -
Theia -
Themis -
Thor -
Thoth -
Titanen -
Tlaloc -
Tuatha Dé Danann -
Typhon

## U
Uranus

## V
Venus -
Vergelijkende mythologie - Verschil tussen legenden, mythen, sagen en sprookjes -
Vesta -
Vishnoe -
Vulcanus

## W
Wadjet -
Wodan

## Y
Yggdrasil -
Ymir

## Z
Zeus - Zondvloed